# Ad Werner
Adrianus Gerardus (Ad) Werner (Leiden, 23 september 1925 - 17 juni 2017) was een Nederlands grafisch ontwerper. Hij heeft met zijn beeldmerken, film- en theateraffiches, boekomslagen, tijdschriften en lettertypen vooral in de jaren zestig en zeventig een stempel gedrukt op de grafische vormgeving in Nederland.

## Carrière
Werner werd geboren als zoon van een drukker. Hij bracht zijn jeugd door in Wassenaar en volgde een opleiding aan de Koninklijke Academie voor de Beeldende Kunsten te Den Haag volgens de beginselen van het Bauhaus. Zijn carrière kwam pas goed op gang toen hij in 1947 naar Amsterdam verhuisde en al snel een baan vond bij reclamebureau Keman & Co. Daar werd hem het Theater Tuschinski als klant toevertrouwd, waarvoor hij vele filmaffiche maakte. Paul Schuitema, zijn voormalige leraar aan de academie, nam het hem kwalijk dat hij afweek van de functionele Bauhaus-stijl.